# Thế giới bị mất
Thế giới bị mất, tựa gốc tiếng Anh: Sir Arthur Conan Doyle's The Lost World, là một bộ phim kể về chuyến thám hiểm của năm con người bình thường có xuất thân và mục đích khác nhau. Họ bị lạc vào thế giới của những thời kỳ khác nhau với hầu hết các giai đoạn lịch sử của nhân loại. Trong những thế giới kỳ lạ và đầy cạm bẫy đó, họ phải chiến đấu để tồn tại nhằm tìm ra lối về với thế giới hiện thực của mình. Có đôi khi họ bị chia rẽ bởi quyền lợi cá nhân, bởi những mâu thuẫn tưởng chừng không thể giải quyết được. Nhưng bằng tinh thần đoàn kết, gắn bó, bằng tình bạn, tình yêu, bằng lòng dũng cảm, họ đã cùng nhau vượt qua mọi thử thách. Những giá trị nhân bản, giáo dục được các nhà làm phim khéo léo lồng vào các tình tiết của phim và được khơi dậy từ sự cảm nhận của người xem một cách tự nhiên.
Phim đã từng được phát sóng trên VTV3 vào lúc 18h tối hàng ngày (2004) và phát sóng trên HTV7 vào lúc 20h tối Thứ Năm đến Chủ Nhật (2004)

## Tóm tắt
Phim dựa theo tiểu thuyết cùng tên của nhà văn Arthur Conan Doyle kể về giáo sư George Challenger tình cờ phát hiện được dấu tích còn sống sót của loài khủng long trong 1 khu rừng nguyên sinh chưa được khai phá ở Nam Mỹ. Khi trở về, ông muốn mở 1 cuộc hành trình vào sâu trong rừng hơn nữa để chứng minh là một số loài khủng long vẫn còn sống. Tất nhiên là ai cũng nghĩ ông bị.....hâm vì đây đã là thế kỉ 19, làm gì còn khủng long nên đã không tài trợ cho ông. Nhưng rất may là vẫn có một số người thích phiêu lưu mạo hiểm đã quyết định giúp Challenger vì khoa học và vì đam mê mạo hiểm, họ là Marguerite Krux, 1 nữ quý tộc giàu có sẽ tài trợ cuộc thám hiểm, John Roxton, 1 thợ săn tài ba có nhiệm vụ bảo vệ đoàn thám hiểm, Ned Malone, 1 phóng viên năng nổ luôn muốn thử thách mình ở những nơi rừng núi hoang sơ và 1 vị khách cuối cùng bất đắc dĩ đó là giáo sư Arthur Summerlee được cử đi theo để chứng thực những điều giáo sư Challenger đưa ra. Cuộc thám hiểm đã bắt đầu và cả đoàn đã thu được những kết quả như mong muốn, thế nhưng họ đã bị kẹt lại trong khu rừng ấy, họ nhận ra là khu rừng này vô cùng nguy hiểm, không hề có tên trên bản đồ thế giới và ngoài khủng long ra còn có rất nhiều loài sinh vật lạ. Cuộc đấu tranh sinh tồn của đoàn thám hiểm đã thực sự bắt đầu, họ phải chiến đấu để thoát chết và nhất là với hy vọng thoát khỏi thế giới bị mất này để trở về nhà.

## Nhân vật và diễn viên
- Giáo sư George Edward Challenger (Peter McCauley) — Trưởng đoàn thám hiểm, ông hy vọng sẽ chứng minh cho phát ngôn của mình trước những hoài nghi của Hiệp hội Động vật học London.
- Giáo sư Arthur Summerlee (Michael Sinelnikoff) — Thành viên lớn tuổi nhất của đoàn thám hiểm và là đồng nghiệp của George Challenger, ông ban đầu không tin vào các tuyên bố của Challenger về Thế giới bị mất.
- Marguerite Krux (née Smith) (Rachel Blakely) — Một doanh nhân ích kỷ tham gia vào đoàn thám hiểm, cô đồng hành cùng họ với lý do của riêng mình.
- Major Lord John Richard Roxton (William Snow) — Một nhà quý tộc có thú vui và nhiều kinh nghiệm săn bắn, anh vô tình giết chết em trai mình trong khi cố gắn cứu em anh khỏi cột con vượn. Trong nhóm thám hiểm, anh là người thường xuyên bảo vệ mọi người.
- Edward "Ned" T. Malone (David Orth) — một phóng viên cho một tờ báo của Mỹ, anh hy vọng có thể nổi danh sau những gì mình tường thuật lại về chuyến thám hiểm cũng như gây ấn tượng với bạn gái của mình nếu như anh có thể sống sót trở về.

| Peter McCauley      | Professor George Edward Challenger |  |  |   |  |
| Rachel Blakely      | Marguerite Krux                    |  |  |   |  |
| William Snow        | Lord John Richard Roxton           |  |  |   |  |
| Jennifer O'Dell     | Veronica Layton                    |  |  |   |  |
| Michael Sinelnikoff | Professor Arthur Summerlee         |  |  | 1 |  |
| David Orth          | Edward 'Ned' T. Malone             |  |  |   |  |
| Lara Cox            | Finn                               |  |  |   |  |
| Jerome Ehlers       | Tribune                            |  |  |   |  |
| William deVry       | Edward 'Ned' T. Malone             |  |  |   |  |

## Các tập phim
| Tập # | Phần 1                           | Phần 2             | Phần 3                             |
| ----- | -------------------------------- | ------------------ | ---------------------------------- |
| 1     | The Journey Begins (Pilot pt. 1) | All or Nothing     | Out of the Blue                    |
| 2     | Stranded (Pilot pt. 2)           | Amazons            | The Travelers                      |
| 3     | More Than Human                  | Tourist Season     | An Eye for an Eye                  |
| 4     | Nectar                           | Stone Cold         | True Spirit                        |
| 5     | Cave of Fear                     | Divine Right       | The Knife                          |
| 6     | Salvation                        | Skin Deep          | Fire in the Sky                    |
| 7     | Blood Lust                       | London Calling     | Dead Man's Hill                    |
| 8     | Out of Time                      | The Prisoner       | Hollow Victory                     |
| 9     | Paradise Found                   | The Games          | A Witch's Calling                  |
| 10    | The Beast Within                 | The Source         | Brothers in Arms                   |
| 11    | Creatures of the Dark            | Trophies           | Ice Age                            |
| 12    | Tribute                          | Voodoo Queen       | The End Game                       |
| 13    | Absolute Power                   | The Guardian       | Phantoms                           |
| 14    | Camelot                          | Under Pressure     | The Secret                         |
| 15    | Unnatural Selection              | The Outlaw         | Finn                               |
| 16    | Time After Time                  | Quality of Mercy   | Suspicion                          |
| 17    | Prodigal Father                  | Mark of the Beast  | The Imposters                      |
| 18    | Birthright                       | Survivors          | The Elixir                         |
| 19    | Resurrection                     | The Pirate's Curse | Tapestry                           |
| 20    | The Chosen One                   | The Visitor        | Legacy                             |
| 21    | Prophecy                         | A Man of Vision    | Trapped                            |
| 22    | Barbarians at the Gate           | Into the Fire      | Heart of the Storm (Series Finale) |